# Cosimo Fancelli
Cosimo Fancelli, född 1 juli 1618 i Rom, död där 3 april 1688, var en italiensk skulptör och stuckatör under barocken. Han var bror till Giacomo Antonio Fancelli och elev till Bernini.
Fancelli har bland annat utfört Ängeln med svetteduken (1668–1669) på Ponte Sant'Angelo vid Castel Sant'Angelo i Rom.
I den lilla sjukhuskyrkan Santa Maria in Porta Paradisi kan man beskåda högreliefen Jesus med Maria Salome och apostlarna Jakob och Johannes (1645) av Fancelli.

## Verk i urval
- Stuckdekorationer i långhusets tak – Santi Ambrogio e Carlo al Corso[1]
- Rättvisan – Cappella della Sacra Famiglia / Cappella Cerri, Il Gesù[2]
- Stuckdekorationer i kupolen – San Giacomo degli Incurabili[3]
- Gravmonument över Giovanni Spada – Cappella Spada, San Girolamo della Carità[4]
- Helgonstatyer: Sabina, Theodora och Eufemia – Santi Luca e Martina[5]
- Gravmonument över kardinal Cristoforo Vidman – San Marco[6]
- Helgonstaty på fasaden – Santa Maria dei Miracoli[7]
- Stuckänglar i långhusets tak (tillsammans med Ercole Ferrata) – Santa Maria in Vallicella[8]
- Jungfru Maria (relief) – Santa Maria in Via Lata[9]
- De heliga Petrus och Paulus med Lukas och Martialis (relief) – kryptan, Santa Maria in Via Lata[10]
- Jungfru Maria uppenbarar sig för den salige Antonio Botta (altarrelief) – Cappella della Madonna di Savona / Cappella Gavotti, San Nicola da Tolentino[11]
- Stuckdekorationer, högaltaret – Cappella dei Re Magi, Palazzo del Propaganda Fide[12]